# تطابق الهوية
تطابق الهوية هو مبدأ وجودي ينص على أنه لا يمكن أن يكون هناك شيئان أو كيانان منفصلان عن بعضهما البعض ويشتركان بجميع الخصائص.
وهو، يكون الكيانان X و Y متطابقين إذا امتلك X كل المحمولات (predicate نسبة الحدث لصاحبه-_ المسند) التي يمتلكها Y والعكس بالعكس.
لنفترض أن شيئين لا نميزهما هما فرضاً الشيء نفسه تحت مسميين مختلفين. وهو ينص على أنه لا يوجد شيئان مستقلان عن بعضهما البعض (كحبات الثلج) ممكن أن يتطابقا تماماً، لكن الغرض منه أنه مبدأ ميتافيزيقي (غيبي) بدلاً من كونه من علوم الطبيعة. والمبدأ ذو الصلة: indiscernibility of identical (إمكانية التطابق) الموضح أدناه.
تعزى صياغة المبدأ للفيلسوف الألماني غوتفريد لايبنتس. وهو أحد مبدأيه العظيمين في الميتافيزيقيا (علم ما وراء الطبيعة), أما المبدأ الآخر فهو مبدأ السبب الكافي. كلاهما على حد سواء اشتهرا بحججه مع نيوتن وكلارك في مراسلات بين ليبنز وكلارك.
بسب ارتباطه بليبنتز. يعرف هذا المبدأ أحياناً باسم «قانون ليبنز». إلا أن مصطلح «قانون ليبنز» يستخدم عادةً بشكل معاكس للمبدأ. (إمكانية التطابق) the indiscernibility of identical (الموضح أدناه) والذي يختلف منطقياً وعدم الخلط بينه وبين تطابق الهوية.....
وقد قرر بعض الفلاسفة، مع ذلك، أنه من المهم استبعاد بعض الفرضيات (أو الفرضيات المزعومة) من المبدأ بغية تجنب أي أمور تافهة أو تناقض. على سبيل المثال (المفصل أدناه) دالة التقييم التي تظهر ما إن كان كائن يساوي x (غالباً تعتبر فرضية جيدة). ونتيجة لذلك، هناك عدة نصوص مختلفة من المبدأ في الكتابات الفلسفية، متفاوتة من حيث قوتها المنطقية – بعضها يدعى 'مبدأ قوي' أو 'مبدأ ضعف' من قبل مؤلفين معينين، للتمييز بينها.
يعتقد ويلارد فان أورمان كواين أن فشل الاستبدالية ((substitutivety في الحالات المتعلقة بالشدة (مثلاً 'سالي تعتقد أن p' أو 'هو بالضرورة واقع q') يبرهن أن المنطق الشكلي مشروع مستحيل.
يرى ساول كريبك هذا الفشل كنتيجة لاستخدام مبدأ disquotational (غير التقديري) الضمني في هذه البراهين، وليس فشلاً للاستبدالية substitutivety على هذا النحو. يرتبط هذا المبدأ أيضاً بمسألة كونه مبدأً منطقياً أم أنه مجرد مبدأ تجريبي.

## الهوية وإمكانية التطابق (Identity and indiscernibility)
لدينا مبدأين هنا لا بد من التمييز بينهما (تقدم نصوص متساوية (مترادفة) بلغة حساب الفرضية) لاحظ أن هذه التعبيرات كلها من الدرجة الثانية. ولا واحدة من هذه العبارات يمكن التعبير عنها بعبارة منطقية من الدرجة الأولى.
1. وindiscernibility of identical. (إمكانية تطابق المتميزات)
  - أياً كان x و y , إذا كان x مطابق ل y، فإن x و y يمتلكان نفس الخصائص بالكامل.
{\displaystyle \forall x\forall y[x=y\rightarrow \forall P(Px\leftrightarrow Py)]}
2. تطابق الهوية
  - أياً كانx,y , إذا كان x و y يمتلكان جميع نفس الخصائص بالكامل فإن x مطابق لـ y
{\displaystyle \forall x\forall y[\forall P(Px\leftrightarrow Py)\rightarrow x=y]}

| Abbreviations: |         |                    |
| Indsc:         | ∀x,y.   | (xRy → ∀P (Px→Py)) |
| Refl:          | ∀x.     | xRx                |
| Symm:          | ∀x,y.   | (xRy → yRx)        |
| Trans:         | ∀x,y,z. | (xRy ∧ yRz → xRz)  |

| Indsc ∧ Refl → Symm       | Indsc ∧ Refl → Symm | Indsc ∧ Refl → Symm |
| ------------------------- | ------------------- | ------------------- |
| Proof:                    |                     |                     |
| Given x, y such that xRy, |                     |                     |
| define P(v) = vRx, then   |                     |                     |
|                           | xRx                 | by Refl             |
| →                         | Px                  | by Def. of P        |
| →                         | Py                  | by Indsc, since xRy |
| →                         | yRx                 | by Def. of P        |

| Indsc ∧ Refl → Trans                 | Indsc ∧ Refl → Trans | Indsc ∧ Refl → Trans                               |
| ------------------------------------ | -------------------- | -------------------------------------------------- |
| Proof:                               |                      |                                                    |
| Given x, y, z such that xRy and yRz, |                      |                                                    |
| define P(v) = vRz, then              |                      |                                                    |
|                                      | yRz                  | assumed                                            |
| →                                    | Py                   | by Def. of P                                       |
| →                                    | Px                   | by Indsc, since yRx (from xRy and Symm, see above) |
| →                                    | xRz                  | by Def. of P                                       |

| Indsc ⇸ Refl                        | Indsc ⇸ Refl | Indsc ⇸ Refl |
| ----------------------------------- | ------------ | ------------ |
| Proof:                              |              |              |
| The empty relation satisfies Indsc, |              |              |
| but not Refl.                       |              |              |

لا يستلزم المبدأ الأول الانعكاسية (أو أي علاقة أخرى R بديلة له), ولكن كلا الخاصتين معاً التماثل و (انظر البرهان في الإطار) لذلك فإن المبدأ الأول وانعكاسه يستخدمان باعتبارهما (من الدرجة الثانية) تبسيط للحقائق للعلاقات المتساوية.
يؤخذ المبدأ 1 كحقيقة منطقية وبالنسبة (للجزء الأعظم) لا خلاف عليه.
المبدأ2 , من جهة أخرى، مثير للجدل، من المعلوم أن ماكس بلانك كان قد ناقش نقضها.
الصيغ المذكورة أعلاه ليست مرضية، لكن ينبغي قراءة المبدأ الثاني كما لو أنها ذات جانب شرطي ضمني باستثناء الفرضيات المرادفة (نوعاً ما) لأيٍ مما يلي:
1. مطابقة لـ x
2. مطابقة لـ y
3. غير مطابقة لـ x
4. غير مطابقة لـ y

إذا تم تضمين كل هذه الفرضيات فإن المبدأ الثاني بصيغته المذكورة أعلاه يمكن أن يكون حينئذٍ مسلياً (trivially) وسيظهر كحشو وتكرار منطقي إذا كان x غير مطابق لـ y , إذاً سيكون هناك دائماً الميزة المفترضة التي تميزه أعني أنها «كونها مطابقة لـ x»
من جهة أخرى، من الخطأ استبعاد جميع الفرضيات المكافئة مادياً (كالتي من المتوقع أن تكون متكافئة) لواحدة أو أكثر من الأربعة المذكورة أعلاه. وإذا تم ذلك، فإن المبدأ القائل أن الكون مؤلف من الكائنات الثنائية غير المتطابقة، نظراً أن جميع الفرضيات المميزة مادياً تعادل واحدة على الأقل من الأربعة المذكورة أعلاه (وفي الواقع، فكل ما يعادل ماديا لاثنين منهم)، الكائنين غير المتطابقة متطابقة — وهذا تناقض.

## نقد

### الكون متماثل
جادل ماكس بلانك تطابق الهوية وفندها بدليل. لاحظ أنه لاظهار أن نظرية تطابق الهوية خاطئة يكفي أن يقدم أحدهم نموذجاً يظهر فيه شيئين (غير متطابقين عددياً) متمايزين يمتلكان نفس الخصائص بالكامل. وادّعى أنه في الكون المتماثل يوجد مجالين فقط من المجالات المتناظرة، هذين المجالين هما عبارة عن كائنين متمايزين حتى وإن كانت جميع خصائصهما متماثلة. إن حجة بلاك مهمة لأنها تظهر أنه حتى الخصائص العلائقية (خصائص تصف البعد بين الكائنات في الزمكان) تعجز عن التمييز بين كائنين متطابقين في الكون المتماثل. الكائنين، وسيبقيان، على مسافة واحدة من خط الكون في التماثل وعن بعضها البعض. حتى وجود مراقب خارجي لتمييز المجالين لا يحل المشكلة، لأنه يخالف التماثل في الكون.

### إمكانية تطابق المتميزات (Indiscernibility of identical)
كما ذكرنا أعلاه، فإن مبدأ Indiscernibility of identical والذي يقول إن كان كائنين هما في الواقع نفس الكائن بذاته، لديهما جميع الخصائص متشابهة غير مثير للجدل عموماً. مع ذلك، فإن أحد التطبيقات شهير (لإمكانية التطابق) كان قد أجراه رينيه ديكارت في تأملاته في الفلسفة الأولى. خلص ديكارت إلى أنه لا يمكن أن يشك في وجود نفسه ((مناقشة كوجيتو الشهيرة)) لكنه من الممكن أن يشك في وجود جثته.
انتقدت هذه الحجة من قبل بعض الفلاسفة المعاصرين على أساس أنه يزهم أنه يستمد استنتاجاته حول ما هو صحيح من فرضية عن ما يعرفه الناس. ما يعرفه الناس أو ما يعتقدونه عن كيانٍ ما، كما يزعمون، هي ليست سمة حقيقية لهذا الكيان.
ثمة العديد من الأدلة التي تطرح لدحض منطق ديكارت عن طريق برهنة القضية بإثبات فساد نقيضها. مثل الجدلية التالية المبنية على أساس الهوية السرية:
1. الكيانان x,y متطابقان إذا وفقط إذا كانت أي (صفة predicate) لـ X يمتلكها Y أيضاً والعكس صحيح.
2. إن كلارك كينت هو الهوية السرية لسوبرمان. هذه هي، هما نفس الشخص ((متطابقان))، إلا أن الناس لا يعرفون هذه الحقيقة
3. لويس لين يعتقد أن كلارك كنت لا يستطيع أن يطير.
4. لويس لين يعتقد أن سوبر مان يستطيع أن يطير.
5. لذا فإن سوبر مان يمتلك خاصية لا يمتلكها كلارك كنت، ألأ وهي أن لويس لين يعتقد أنه يستطيع أن يطير.
6. لذا فإن سوبر مان غير مطابق لكلارك كنت.
7. بما أن الافتراض 6 يوصلنا إلى تناقض مع الافتراض 2, فإننا نستنتج أن هناك واحد على الأقل من هذه البناءات الفرضية خاطئ، أو أن:
  - قانون ليبنتز خاطئ،
  - أو أن ما نعرفه عن الشخص X لا تخصه أصلاً،
  - أو أن تطبيق قانون ليبنتز خاطئ، أو أن القانون لاينطبق إلا في حالات عملية، لا polyadic (أعتقد المقصود بها البوليانية), خواص،
  - أو أن ما يعتقده الناس ليسوا هم الكائنات الفعلية نفسها،
  - أو أن الشخص قادر على حمل معتقدات متناقضة،

وأياً منها ستقوض حجة ديكارت.
قد يكون الرد على ذلك أن الحجة في تأملات الفلسفة الأولى ليست في كون أن ديكارت لا يستطيق الشك بوجود عقله، لكن مما لاشك فيه، أن لا يكون ذلك مع الإدراك أنني أستطيع أن أشك به. هذا الادعاء أقوى بكثير إذ أنه لا يلجأ إلى الخصائص العلائقية، لكنه بدلاً من ذلك يعرض خصائص عملية، كأساس لاستخدام قانون ليبنتز. يمكن للمرء أن يشرح قائمة لا حصر لها من الخصائص العلائقية التي قد تظهر لتقويض قانون ليبنتز (على سبيل المثال: لويس لين يحب كلارك كينت، ولكن ليس سوبرمان... إلخ) لكن مع ذلك فإن أي منهج يركز على الخصائص العملية سوف يؤدي دائماً إلى نتائج دقيقة في دعم إدعاءات ديكارت.